# Schönebühl (Oberreute)
Schönebühl  (westallgäuerisch: Scheenəbihl) ist ein Gemeindeteil der Gemeinde Oberreute im bayerisch-schwäbischen Landkreis Lindau (Bodensee).

## Geographie
Der Weiler liegt circa 0,5 Kilometer südlich des Hauptorts Oberreute und zählt zur Region Westallgäu.

## Geschichte
Schönebühl wurde erstmals im Jahr 1338 mit dem Gericht Schönenbuhel erwähnt. Der Ortsname setzt sich aus den mittelhochdeutschen Wörtern schoenen für schön und bühel für Erhebung zusammen. 1770 war die Vereinödung in Schönebühl mit fünf Teilnehmern abgeschlossen.